# Theodor Perniock
Theodor Perniock (* 9. Oktober 1852 in Breslau; † nach 1912) war Jurist und Mitglied des Deutschen Reichstags.

## Leben
Perniock besuchte das Matthiasgymnasium zu Breslau und die Universität Breslau. Referendar war er vom 27. September 1875 und Assessor vom 18. Februar 1882 an. Amtsrichter war er vom 1. Juli 1884 bis 1. Dezember 1887 bei dem Amtsgericht Winzig, vom 1. Dezember 1887 bis 15. September 1891 bei dem Amtsgericht Friedland und seitdem bei dem Amtsgericht in Namslau. Aufsichtsrichter war er bei allen drei Gerichten seit 1. Februar 1886 und Amtsgerichtsrat seit 15. Juli 1894. Weiter war er Vorsitzender des Kreis-Kriegerverbandes Namslau seit dessen Gründung 1895, Vorstandsmitglied des Provinzial-Kriegerverbandes für Schlesien seit 1898 und Mitglied des Bundes der Landwirte. Er war Rittmeister der Reserve, ausgezeichnet mit dem Roten Adlerorden IV. Klasse, der Landwehr-Dienstauszeichnung I., der Kriegsdenkmünze 1870/71, der Centenar-Medaille und dem Ritterkreuz I. Klasse des Württembergischen Friedrichs-Orden.
Von 1907 bis 1912 war er Mitglied des Deutschen Reichstags für den Wahlkreis Regierungsbezirk Breslau 4 Namslau, Brieg und die Deutschkonservative Partei.